# Bahnhof Mindelheim
Der Bahnhof Mindelheim ist der Bahnhof der Kreisstadt Mindelheim im Landkreis Unterallgäu. Er liegt circa einen Kilometer östlich der historischen Altstadt.

## Beschreibung
Der Bahnhof liegt an der Bahnstrecke Augsburg–Lindau und ist ein Endpunkt der Mittelschwabenbahn, die über Krumbach nach Günzburg führt.
Der Bahnhof verfügt über drei Gleise. Gleis 1 ist als Hausbahnsteig gebaut, die Gleise 2 und 4 sind durch eine Unterführung zu erreichen. Von Gleis 1 fahren Züge in Richtung Günzburg sowie nach Memmingen, wenn Gleis 2 für durchfahrende Züge benötigt wird. Wenn dies nicht der Fall ist, halten die Züge nach Memmingen bzw. Lindau auf Gleis 2, die Züge nach München bzw. Augsburg halten auf Gleis 4.
Zum Fahrkartenkauf stehen zwei Automaten zur Verfügung, davon einen am Bahnsteig 1, und den anderen in der Unterführung am Aufgang zum Bahnsteig 2/4. Bis ca. 2012 gab es einen Fahrkartenschalter
Die Regionalexpress-Züge bestanden bis zur Elektrifizierung meist aus einer Lok der Baureihe 218 oder der 245 und Doppelstockwagen.
Außerdem wird der Bahnhof von Triebzügen der Baureihen 642, 612 sowie ab und zu der Baureihe 628 angefahren. Bis Dezember 2014 fuhren statt Doppelstockwagen n-Wagen.
In Mindelheim treffen folgende Kursbuchstrecken aufeinander:
- 971[1]: Augsburg – Buchloe – Mindelheim – Memmingen – Kißlegg – Lindau
- 978[2]: Mindelheim – Krumbach – Günzburg

Um 1900 sollte von Mindelheim eine Lokalbahn über Unteregg, Markt Rettenbach und Obergünzburg nach Günzach geplant werden, zu diesem Bau kam es aber nie.
2008 wurde in Memmingen ein Abkommen unterzeichnet, dass die Strecken zwischen München und Zürich elektrifiziert und für die Neigetechnik ausgebaut werden sollen, damit auch Buchloe–Memmingen und der Bahnhof Mindelheim, von dem weiterhin die dieselbetriebene Mittelschwabenbahn abzweigt. Die Bauarbeiten wurden 2018 bis 2020 durchgeführt, am 13. Dezember 2020 wurde der elektrische Betrieb aufgenommen.

## Bahnhofsanlage
Im unteren Bereich des am 1. Mai 1874 in Betrieb genommen und von dem Architekten Georg Friedrich Seidel auf 606 Meter über normal Null gebauten Empfangsgebäude befinden sich eine Bahnhofswirtschaft, der Dienstraum des Fahrdienstleiters/Zugleiters (Mf=Mindelheim Fahrdienst) mit Spurplanstellwerk (Sp Dr S60) vom 20. Juli 1977 und Sig L90 (Signalisierter Zugleitbetrieb Lorenz) vom 19. Februar 2000 für die Nebenbahn Mindelheim-Günzburg, das ehemalige Büro des Dienststellenleiters (war auch zuständig für die Betriebsstellen Stetten, Sontheim, Pfaffenhausen, Bk Unterrammingen und Posten 3 in Oberrammingen), die ehemalige Kasse, die alte Gepäckhalle der Gepäckabfertigung und der Pausenraum von DB Regio für das Zugpersonal Günzburg–Mindelheim. In der noch geöffneten Wartehalle befand sich ein bis ca. 2012 betriebener (seit dem 30. April 2004 bereits in privater Hand) Fahrkartenschalter und ein bis zum 16. März 2020 betriebener Kiosk. Früher gab es darin noch eine Gepäck- und Expressgutabfertigung. Oben enthält das Gebäude noch teilweise bewohnte Wohnungen. Das Gebäude, im Besitz von DB Immobilien, ist in einem schlechten Zustand. Die Stadt bemüht sich schon seit Jahren um eine Verbesserung des Gebäudes sowie des Bahnhofsvorplatzes, und um einen Ankauf des Gebäudes.
Neben dem Empfangsgebäude gab es bis zu ihrem Abriss 2018 eine ehemalige Güterhalle mit Güterabfertigung, die nach Schließung noch einige Jahre als Lager genutzt wurde. Abgerissen wurde die Güterabfertigung um Parkplätze und Freifläche zu schaffen. Außerdem gibt es noch einige weitere Gebäude: das ehemalige Basa- und Fernmelde-Gebäude, die alte Bahnmeisterei, der ehemalige Kleinlokschuppen (welcher immer noch die alten Gleise und andere Relikte beinhaltet, aber mittlerweile renoviert und in Privatbesitz ist), in dem eine Köf 2 für Rangierarbeiten im Bahnhof und die Bedienung der Gleisanschlüsse beheimatet war, das Relaisgebäude, das die Technik des Spurplanstellwerkes und weitere Räume von LST beheimatet, sowie der alte Kohlenkeller, welcher noch heute als Kegelbahn vom ESV (Eisenbahnersportverein) genutzt wird. Das dreistöckige, aus Backstein erbaute Wasserhaus gegenüber dem Empfangsgebäude wurde bereits in den 70er Jahren abgerissen.
Bis zur Inbetriebnahme des Spurplanstellwerks gab es in Mindelheim zwei mechanische Stellwerke aus dem Jahre 1904, gebaut von Krauss in München. Im Empfangsgebäude war das Befehlsstellwerk 2 (mechanischer Bahnhofsblock und Belegtabhängigkeit, dies war eine frühe Form der Gleisfreimeldeanlage), in Richtung Türkheim und Pfaffenhausen das Wärterstellwerk 1 (Kugelblock), dieses Stellwerk wurde abgerissen.
An den Bahnhofsenden befindet sich jeweils noch ein Wechselwärterhaus, worin früher Eisenbahner wohnten. Heute ist das Haus Richtung Türkheim/Pfaffenhausen bewohnt und in Privatbesitz, das in Richtung Memmingen seit 2020 unbewohnt und verfällt.
Die Gleisanschlüsse im Bahnhof waren zum einen der Anschluss zum ehemaligen Planeta-Werk (heute Gabor), dieser Gleisanschluss wurde um 2014 rückgebaut. Zum ehemaligen BayWa Lagerhaus, 2007 abgerissen, zur Früchteverwertungsanlage Vitalla an der Ausfahrt nach Memmingen, zur Verladestelle des Bauunternehmen Glass, zum Lagerhaus Heyder (Kohlehandel), das schon viele Jahre rückgebaut ist, sowie zum Agrarhandel Weikmann, wo auch Holz für das Furnierwerk Luib in Dirlewang verladen wurde, die Holzstämme wurden von hier aus per LKW abgeholt und nach Dirlewang gebracht. Auch dieser Anschluss wurde in den letzten Jahren rückgebaut. Am 12. Juli 2019 brannte der Agrarhandel Weikmann weitgehend ab, der Brand ging über mehrere Wochen, immer wieder brach Feuer aus. Die Bahnstrecke war zeitweise gesperrt.
Der letzte noch bediente und nicht rückgebaute Mindelheimer Gleisanschluss ist die 1985 in Betrieb genommene Awanst. Kleiner der Firma Kleiner an der Strecke nach Krumbach. Dieser wird meist werktags gegen 8 Uhr durch den Übergabezug Buchloe–Memmingen als Sperrfahrt bedient.
Die neugebaute Unterführung ersetzte die niveaugleiche Bahnsteigquerung und wurde im Juni 2008 fertiggestellt.
Bahnübergange des Bf. Mindelheim waren:
Posten 7 (bediente Kaufbeurer und Bad Wörishofer Str. – 1981 aufgelassen und abgerissen) bis zum Bau der beiden Unterführungen 2007–2012 von Fdl Mindelheim fern- bzw. kameraüberwacht.
Bü Dr.-Jochner-Weg, ebenfalls fernüberwacht vom Fdl Mindelheim, aufgelassen am 29. Oktober 2007 im Rahmen des Umbaus der Bahnsteige.
Bü (Anrufschranke) Forstweg im Stadtwald, bis zur Auflassung der Bk Unterrammingen von dort überwacht, danach vom Fdl Mindelheim 2017 im Rahmen der Elektrifizierung ersatzlos aufgelassen.

## Verbindungen
| Linie                    | Strecke                                                                  | Taktfrequenz   | Gleis |
| ------------------------ | ------------------------------------------------------------------------ | -------------- | ----- |
| RE71                     | Augsburg – Bobingen – Buchloe – Türkheim – Mindelheim – Memmingen        | 2-Stunden-Takt | 2/4   |
| RE72                     | München – Kaufering – Buchloe – Mindelheim – Memmingen                   | 2-Stunden-Takt | 2/4   |
| RE96                     | München – Kaufering – Buchloe – Mindelheim – Memmingen – Wangen – Lindau | 2-Stunden-Takt | 2/4   |
| RB78                     | Günzburg – Krumbach – Mindelheim                                         | 2-Stunden-Takt | 1     |
| Stand: 12. Dezember 2021 |                                                                          |                |       |

Zur halben Stunde – und in der morgendlichen Hauptverkehrszeit zusätzlich zur vollen Stunde – finden im Bahnhof Mindelheim die Zugkreuzungen zwischen den Regionalzügen statt.

## Umbau 2007/08

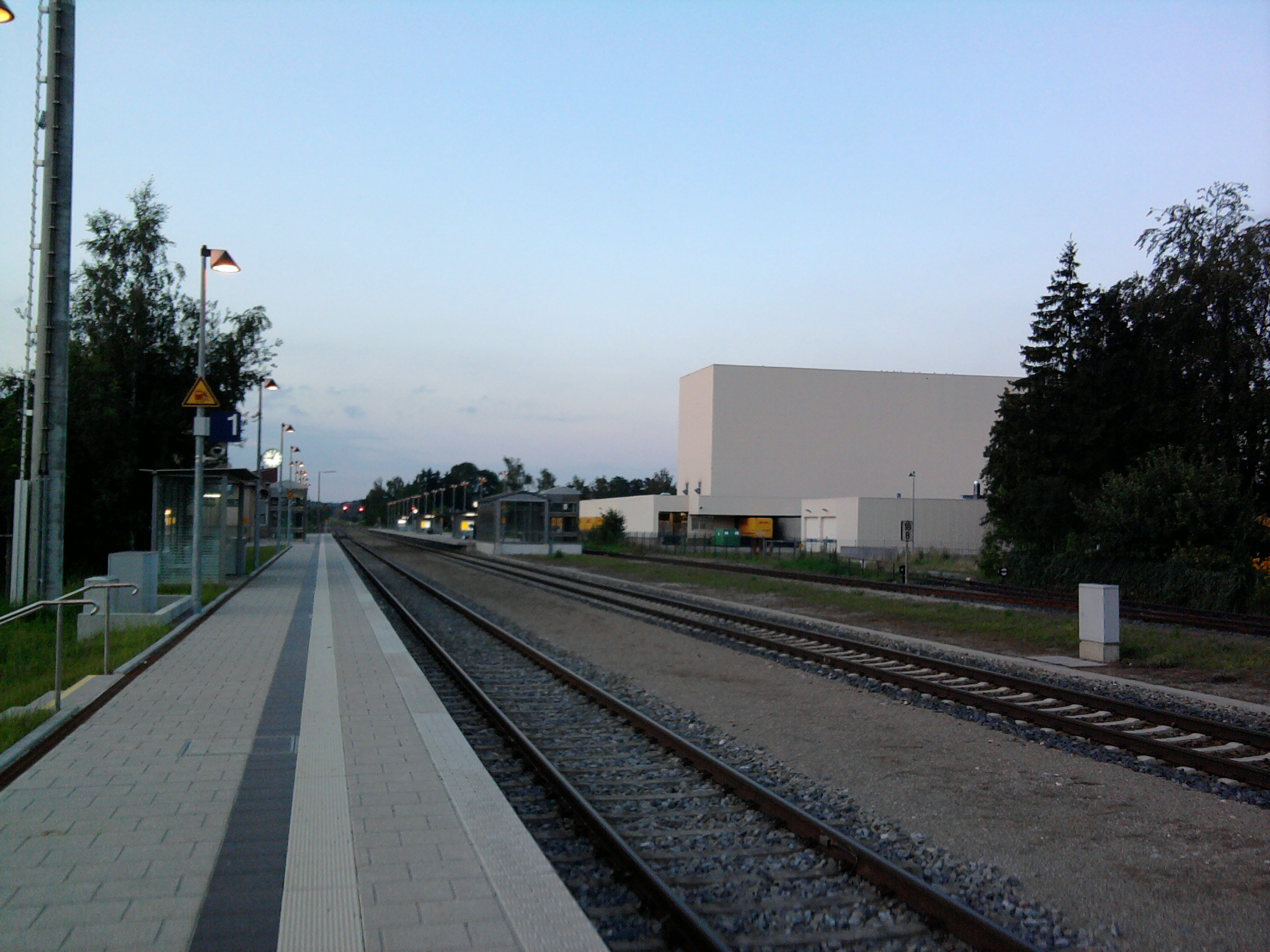
Erneuerte Bahnsteige

Im Jahr 2007/08 wurden die Außenanlagen des Bahnhofs mit einem Kostenvolumen von rund acht Millionen Euro saniert und umgebaut. 

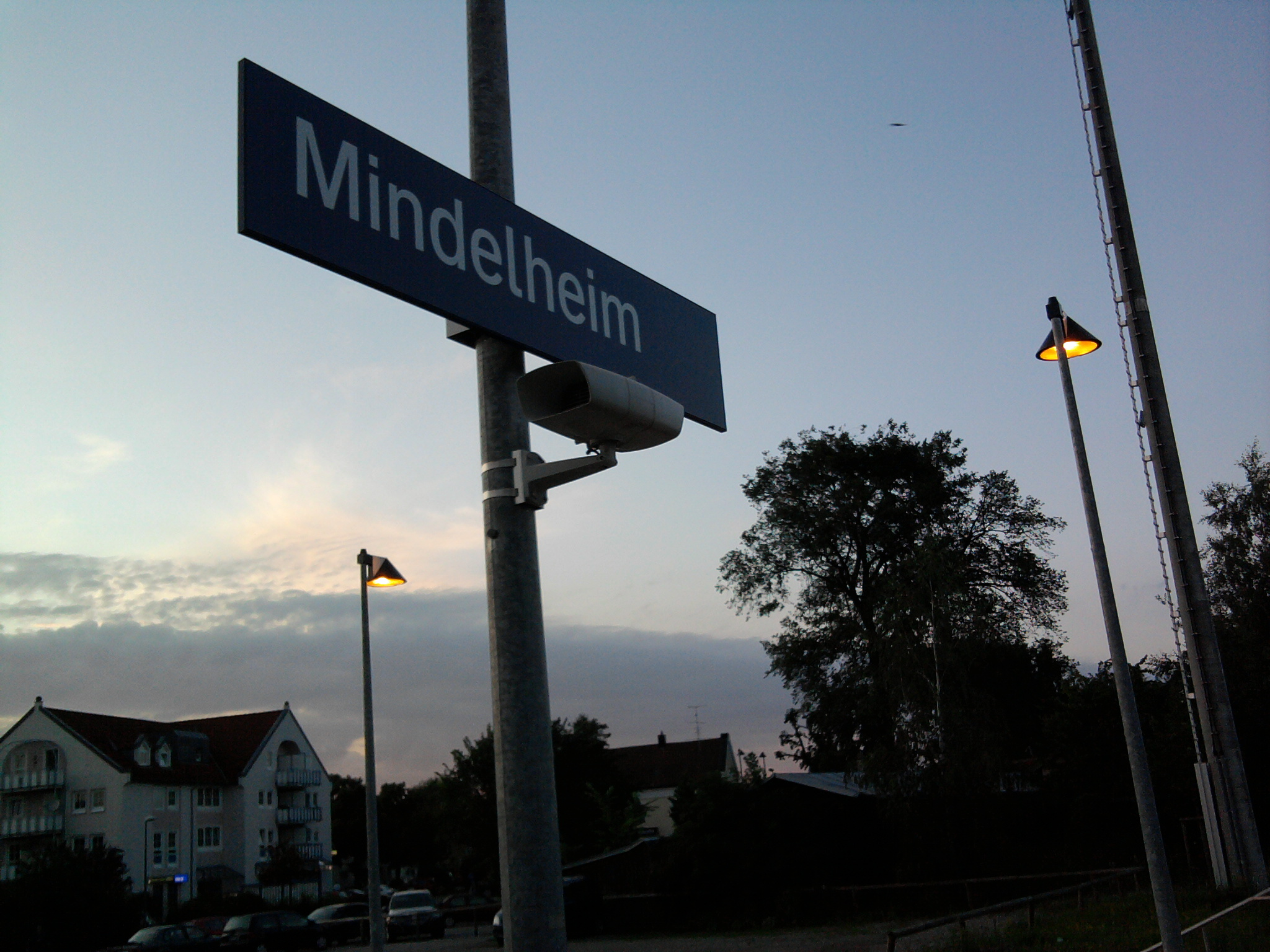
Neues Schild am Gleis 1

 Von den ehemals vier Gleisen sind aus Platzgründen noch drei vorhanden. Auch eine Personenunterführung von der Bahnhofstraße zur Allgäuer Straße und einen Kilometer weiter westlich eine Straßenunterführung wurden gebaut; der Bahnübergang der alten Bundesstraße 16 wurde entfernt.

## Zukunft
Es ist geplant, einen zentralen Omnibusbahnhof auf dem Bahnhofsvorplatz zu bauen und den Parkplatz weiter nach Westen zu verlegen.
Der Bahnhof soll 2020 bis 2025 in die Regio-S-Bahn Donau-Iller auf der Linie Ulm – Neu-Ulm – Günzburg – Krumbach – Mindelheim – Memmingen eingebunden werden.